# Bayan-Öndör (distrikt i Mongoliet, Övörchangaj)
Bayan-Öndör (mongoliska: Баян-Өндөр Сум, Баян-Өндөр, Bayan-Öndör Sum) är ett distrikt i Mongoliet.   Det ligger i provinsen Övörchangaj, i den centrala delen av landet, 260 km sydväst om huvudstaden Ulaanbaatar.